# Edit Filmmaker’s Festival

Logo des Festivals

Das eDIT Filmmaker’s Festival war eine internationale Festival-Konferenz für digitale Filmproduktion in Kino, TV und Werbung. Sie fand seit 1998 jährlich in Frankfurt am Main statt und diente drei Tage lang als Plattform für Filmschaffende aus verschiedenen Bereichen der Filmproduktion: Experten für visuelle Effekte, Animatoren, Regisseure, Kameraleute, Werbefilmer, Drehbuchautoren, Filmeditoren und Produzenten.
2011 fand die letzte eDIT statt. Als „Nachfolgefestival“ startete 2013 mit anderem Schwerpunkt die B3 Biennale des bewegten Bildes.

## Festivalprogramm
Im Zentrum des Festivals steht ein Programm von rund 40 Präsentationen, Podiumsdiskussionen und Arbeitskreisen. Internationale Experten referieren über aktuelle Entwicklungen in der Produktion und Veröffentlichung bewegter Bilder. Ziel des Programms ist die Vermittlung neuer Erkenntnisse und Techniken. Themenschwerpunkte sind regelmäßig Produktionsinnovation, Visuelle Effekte, Animation, TV-Formate und Entwicklungen in der Medienbranche.
Neben dem Programm setzt sich das Festival zusammen aus Festival Honors, eDIT acaDemy und eDward.
Festival Honors
Mit Festival Honors ehrt das Festival Filmschaffende, die sich durch kreative oder technische Leistungen besonders um die Filmkunst verdient gemacht haben. Im Rahmen der Eröffnungsgala nehmen die Preisträger ihre Auszeichnung entgegen und werden im Festival Honors Salon zu ihrer Karriere interviewt.
Bisherige Preisträgern sind Michael Ballhaus (Kamera), Vilmos Zsigmond (Kamera), Stanley Kubrick (Regie), Peter Greenaway (Regie), Terry Gilliam (Regie), Tom Rolf (Schnitt), Dennis Muren (Visuelle Effekte), Dante Ferretti (Art *Direction), Armin Mueller-Stahl (Schauspiel), Andy Serkis (Schauspiel), Ray Harryhausen (Animation), Phil Tippett (Animation), Alfred Hitchcock (Schnitt), Anne V. Coates (Schnitt), Albert R. Broccoli (Produzent), Chris Lebenzon (Schnitt), Christoph Waltz (Schauspiel), Illumination Entertainment / Pierre Coffin (Regie) und Pixar Animation Studios.
eDIT acaDemy
Das dreitägige, kostenlose Seminarangebot liefert Berufsanfängern und Quereinsteigern einen Überblick über Ausbildungswege und Karrieremöglichkeiten in den Medien.
eDward
Mit dem Nachwuchsfilmpreis eDward wird jedes Jahr ein 30-Sekunden-Film ausgezeichnet. Eingereicht werden internationale Arbeiten von Filmschaffenden unter 30 Jahren zu einem jährlich wechselnden Thema (2004: „Fußball!“; 2005: „Künstliche Menschen“; 2006: „Zeitreise“; 2007: Liebe; 2008: Planet Erde; 2009: Träume; 2010: Wasser; 2011: Freiheit). Der Preis ist mit 2500 EUR dotiert.

## Geschichte
Das eDIT Filmmaker’s Festival findet seit 1998 jährlich in Frankfurt am Main statt.
Es wurde als internationaler Spezialisten-Kongress für Postproduktion und Visuelle Effekte ins Leben gerufen und hat sich seitdem zu einer Festivalkonferenz mit eigenem Typus entwickelt, die sich in umfassender Weise mit der Entwicklung der Filmproduktion im digitalen Zeitalter befasst. Das Festival ist europaweit das einzige, das die Thematik detailliert behandelt, ohne dabei selbst kommerzielle Absichten – wie etwa Messen – zu verfolgen.
Veranstalter des Festivals sind das Land Hessen, die Landesanstalt für privaten Rundfunk und neue Medien in Hessen (LPR) und die Stadt Frankfurt am Main unter der Schirmherrschaft des Hessischen Ministers für Wissenschaft und Kunst.
Das Festival kooperiert seit 2007 mit den internationalen Verbänden A.C.E. (American Cinema Editors – Filmschnitt) und IMAGO (europäischer Kameraverband). Seit 2010 kooperiert das Festival außerdem mit MPSE (Motion Picture Sound Editors – Tonschnitt). Die Agentur Luna Park 64 Medien Konzepte Projekte GmbH betreut das Festival als Generalunternehmer für Programm, Veranstaltungsorganisation, Kommunikation, Medien- und Öffentlichkeitsarbeit.